# Mount Forbes
Mount Forbes je nejvyšší hora Národního parku Banff a sedmá nejvyšší hora Kanadských Skalnatých hor.
Leží v centrální části pohoří, v provincii Alberta, necelých 50 kilometrů jihovýchodně od druhé nejvyšší hory Kanadských Skalnatých hor Mount Columbia.
Hora je pojmenovaná podle skotského vědce z 19. století, profesora Jamese D. Forbese.